# Zlaté maliny za rok 2013
Zlaté maliny za rok 2013 byly udělovány 1. března 2014. Nominace byly ohlášeny 15. ledna 2014. Filmy Mládeži nepřístupno a Po zániku Země získaly shodně po třech cenách, první z nich vyhrál i v kategorii Nejhorší film roku. Film Machři 2 vedl se svými devíti nominacemi, ale nakonec nevyhrál ani v jediné kategorii.

## Ceny a nominace
Vítěz je uveden tučným písmem.
| Kategorie | Nominovaný |
| --- | ---------- |
| Nejhorší film |            |
| Mládeži nepřístupno (Relativity Media) |            |
| Po zániku Země (Columbia) |            |
| Machři 2 (Columbia) |            |
| Osamělý jezdec (Disney) |            |
| A Madea Christmas (Lionsgate) |            |
| Nejhorší herec |            |
| Jaden Smith za Po zániku Země jako Kitai Raige |            |
| Johnny Depp za Osamělý jezdec jako Tonto |            |
| Ashton Kutcher za JOBS jako Steve Jobs |            |
| Adam Sandler za Machři 2 jako Lenny Feder |            |
| Sylvester Stallone za filmy Jedna mezi oči, Plán útěku a Zpátky do ringu jako James "Bobo" Bonomo, Ray Breslza a Henry "Razor" Sharp |            |
| Nejhorší herečka |            |
| Tyler Perry za A Madea Christmas jako Madea |            |
| Halle Berryová za filmy Tísňová linka a Mládeži nepřístupno jako Jordan Turner a Emily |            |
| Selena Gomez za Závod s časem |            |
| Lindsay Lohan za The Canyons jako Tara |            |
| Naomi Watts za filmy Diana a Mládeži nepřístupno jako princezna Diana a Samantha Miller |            |
| Nejhorší herec ve vedlejší roli |            |
| Will Smith za Po zániku Země jako Cypher Raige |            |
| Chris Brown za Battle of the Year: The Dream Team jako Rooster |            |
| Larry the Cable Guy za A Madea Christmas jako Buddy |            |
| Taylor Lautner za Machři 2 jako Andy |            |
| Nick Swardson za Machři 2 a Pár nenormálních aktivit jako Nick Hilliard a Chip |            |
| Nejhorší herečka ve vedlejší roli |            |
| Kim Kardashian za Temptation: Confessions of a Marriage Counselor jako Ava |            |
| Salma Hayek za Machři 2 jako Roxanne |            |
| Katherine Heiglová za film Velká svatba jako Lyla Griffin |            |
| Lady Gaga za Machete zabíjí |            |
| Lindsay Lohan za InAPPropriate Comedy a Scary Movie 5 jako Lindsay Lohan a Lindsay Lohan |            |
| Nejhorší pár na plátně |            |
| Jaden Smith a Will Smith za Po zániku Země |            |
| Obsazení filmu Machři 2 |            |
| Obsazení filmu Mládeži nepřístupno |            |
| Lindsay Lohan a Charlie Sheen ve filmu Scary Movie 5 |            |
| Tyler Perry a buď Larry the Cable Guy nebo Madea ve filmu A Madea Christmas |            |
| Nejhorší prequel, remake, rip-off nebo sequel |            |
| Osamělý jezdec |            |
| Machři 2 |            |
| Pařba na třetí (Warner Bros.) |            |
| Scary Movie 5 (Dimension/The Weinstein Company) |            |
| Šmoulové 2 (Columbia/Sony Animation) |            |
| Nejhorší režisér |            |
| 13 lidí (Elizabeth Banks, Steven Brill, Steve Carr, Rusty Cundieff, James Duffy, Griffza Dunne, Peter Farrelly, Patrik Forsberg, Will Graham, James Gunn, Bob Odenkirk, Brett Ratner, a Jonathan van Tulleken), kteří režírovali film Mládeži nepřístupno |            |
| Dennis Dugan za Machři 2 |            |
| Tyler Perry za A Madea Christmas a Temptation: Confessions of a Marriage Counselor |            |
| M. Night Shyamalan za Po zániku Země |            |
| Gore Verbinski za film Osamělý jezdec |            |
| Nejhorší scénář |            |
| Mládeži nepřístupno |            |
| Po zániku Země (M. Night Shyamalan a Gary Whitta, námět Will Smith) |            |
| Machři 2 (Adam Sandler, Tim Herlihy a Fred Wolf) |            |
| Osamělý jezdec (Justin Haythe, Ted Elliott a Terry Rossio) |            |
| A Madea Christmas (Tyler Perry) |            |